# Chronologie de la Terre de Durbuy
Aujourd'hui Durbuy (en wallon Derbu), ville francophone de Belgique située en Région wallonne dans la province de Luxembourg
Autrefois
Terre de Durbuy : ancien ensemble territorial de la Belgique, en région wallonne, qui correspond aux territoires et villages qui formèrent un ensemble entre le XIe siècle et la fin des Temps Modernes au XVIIIe siècle. Délimité à l'époque carolingienne dans une logique fiscale et intégrée à un alleu de la Maison d'Ardenne-Verdun, la Terre de Durbuy passe aux comtes de Namur, puis aux comtes de Luxembourg. Cet ensemble correspond plus ou moins au territoire de la commune actuelle de Durbuy. L'étendue de cet ensemble a varié au cours du temps mais reste cohérent et correspond globalement aux limites de l'ancienne paroisse de Tohogne.

## VIIesiècle
- Fondation de l'église de Tohogne, dédiée à saint Martin.
- 692 : Enneille est mentionnée comme Unalia (dépendant d'une villa à Lierneux) dans une donation faite par Pépin de Herstal à l'abbaye de Stavelot.

## Xesiècle
- 966 : Villers est mentionnée dans un document où l'empereur Otton Ier confirme les possessions du monastère Sainte-Gertrude de Nivelles.

## XIesiècle
- vers 1050 : Albert II (1027 † 1102), comte de Namur, épouse Régelinde (1037 † ap.1067), fille de Gothelon Ier de Verdun : elle lui apporte en dot l'alleu de Durbuy.
- vers 1050 : construction de l'église de Tohogne et de l'église de Wéris, dédiée à sainte Walburge.
- 1063-1097 : Henri Ier, fils de Albert II, est comte de Durbuy.
- 1097-avant 1124 : Godefroid Ier, fils de Henri Ier, est comte de Durbuy.

## XIIesiècle
- 1106 : Henri Ier de Limbourg est brièvement enfermé au château de Durbuy, à l'issue du conflit qui l'oppose à l'empereur Henri V.
- 1109 : Raimbaud comte de Mussy (les ruines du château de Mussy sont au bord de la Chiers, près de Longuyon), fait don de l'alleu de (Bomal) à l'abbaye de Saint-Hubert.
- 1124-1147 environ : Henri II, fils de Godefroid Ier, est comte de Durbuy.
- avant 1130 : fondation de l'église d'Izier, dédiée à Saint-Germain-l'Auxerrois (dépendance de Xhignesse).
- 1147-1196 : Henri IV de Luxembourg, dit Henri l'Aveugle récupère le comté de Durbuy à la mort de son cousin le comte Henri II de Durbuy.
- 1186 : naissance de Ermesinde, fille de Henri IV de Luxembourg.
- 1190 : Henri IV de Luxembourg donne à l’abbaye de Floreffe l’église de Tohogne et tous ses droits (collation et dîme)
- 1196 : décès de Henri IV de Luxembourg.
- 1197-1247 : Ermesinde Ire est comtesse de Luxembourg, comtesse de La Roche et comtesse de Durbuy.

## XIIIesiècle
- 1212 : Ermesinde récupère la dîme de Tohogne.
- 1214 : Ermesinde épouse Waléran III, comte de Limbourg.
- 1216 : naissance de Henri V, fils de Waléran III et d'Ermesinde.
- 1223 : naissance de Gérard, fils de Waléran III et d'Ermesinde.
- 1247-1303 : à la mort d'Ermesinde ; son fils aîné Henri V le Blond devient comte de Luxembourg, d’Arlon et de La Roche, son fils cadet Gérard devient comte de Durbuy.

## XIVesiècle
- 1304 : les deux filles de Gérard abandonnent leurs droits sur Durbuy en 1304 à Henri, comte de Luxembourg et de Rochefort, marquis d’Arlon, empereur sous le nom de Henri VII. Durbuy récupère la collation de Tohogne. La Terre de Durbuy est désormais entre les mains des comtes de Luxembourg.
- 1313 : Henri VII meurt aux environs de Sienne ; son fils Jean Ier de Bohème devient comte de Luxembourg.
- 1314 : Jean Ier de Bohème affranchit la ville de Durbuy, qui devient une franchise militaire. Les bourgeois participent à la défense de la ville, font la garde et le guet, entretiennent les ponts et l’église.
- 1331 : Jean Ier de Bohème confirme et accroît les franchises de Durbuy, pour que la ville s’entoure de fortifications et constitue un corps d'arbalétriers. La date de 1331 est par usage celle qui fait de Durbuy "la plus petite ville du monde".
- 1335 : Jean de Bohême séjourne à Durbuy et « en fenalmois » (le 8 juillet), il convient avec Adolphe de La Marck, évêque de Liège, que l’abbaye de Stavelot ne pourra être dépouillée du château de Logne et que cette forteresse ne pourra servir ni contre l’un ni contre l’autre en cas de guerre entre eux.
- 1340 : Jean Ier de Bohème devient aveugle, à la suite d'une opération manquée aux yeux.
- 1342 : Jean Ier de Bohème engage le château et la Terre de Durbuy à Walram de Juliers (Walram von Jülich), archévêque de Cologne et à son frère Guillaume V, comte de Juliers (Wilhelm V von Jülich).
- 1346 : Jean Ier de Bohème meurt à la bataille de Crécy, où il s’était porté à l’aide de Philippe IV, roi de France, contre Édouard III, roi d’Angleterre. Son fils aîné Charles IV sort indemne de la bataille, il ramène le cadavre de son père à Luxembourg et lui succède comme roi des Romains et de Bohême, comte de Luxembourg ; il contracte des emprunts et hypothèque ses biens, dont le château et la ville de Durbuy.
- 1349 : Charles IV vend le château et la ville de Durbuy à Engelbert III de La Marck, prince-évêque de Liège.
- 1352 : Charles IV confie le comté de Luxembourg à son demi-frère, Venceslas de Luxembourg.
- 1354 : Charles IV crée le duché de Luxembourg et élève son demi-frère Venceslas au rang de duc de Luxembourg.
- 1354 : le 16 juin, le duc Venceslas de Luxembourg charge Thierry de Welchenhausen, son prévôt d’Ardenne et Wauthier Andréon, son maire de la ville de Marche, de rembourser à l’évêque de Liège et à son chapitre, la somme qu’il a reçue en prêt, et d’effectuer le retrait du château de Durbuy, donné en garantie.
- 1378 : le 1er février, le duc Venceslas de Luxembourg teste et institue son neveu Venceslas, roi de Bohême, son héritier dans le duché de Luxembourg.
- 1383 : le 8 décembre, le duc Venceslas de Luxembourg meurt et est inhumé dans l’abbaye d’Orval. Son neveu Venceslas, roi de Bohême devient duc de Luxembourg, sous le nom de Venceslas II.
- 1388-1402 : Venceslas, roi de Bohême donne le duché de Luxembourg en gagère à son cousin Jobst de Moravie.

## XVesiècle
- 1402-1407 : Jobst de Moravie cède ses droits sur le Luxembourg à Louis d'Orléans, contre la somme de 100 000 ducats d'or et une rente viagère de 10 000 ducats.
- 1407-1411 : à la mort de Louis d'Orléans, Jobst de Moravie récupère ses droits sur le Luxembourg.
- 1411 : le 13 août, le duché de Luxembourg, à l’exception de La Roche, est donné en gagère au duc de Brabant Antoine de Bourgogne, comme dot de son épouse Elisabeth de Görlitz.
- 1441 : Élisabeth de Goerlitz vend le duché de Luxembourg au duc de Bourgogne Philippe le Bon, neveu de son premier mari Antoine de Bourgogne. Philippe le Bon incorpore le duché de Luxembourg dans les Pays-Bas bourguignons.